# Programme de coordination de l'image de marque
Pour les articles homonymes, voir FIP.

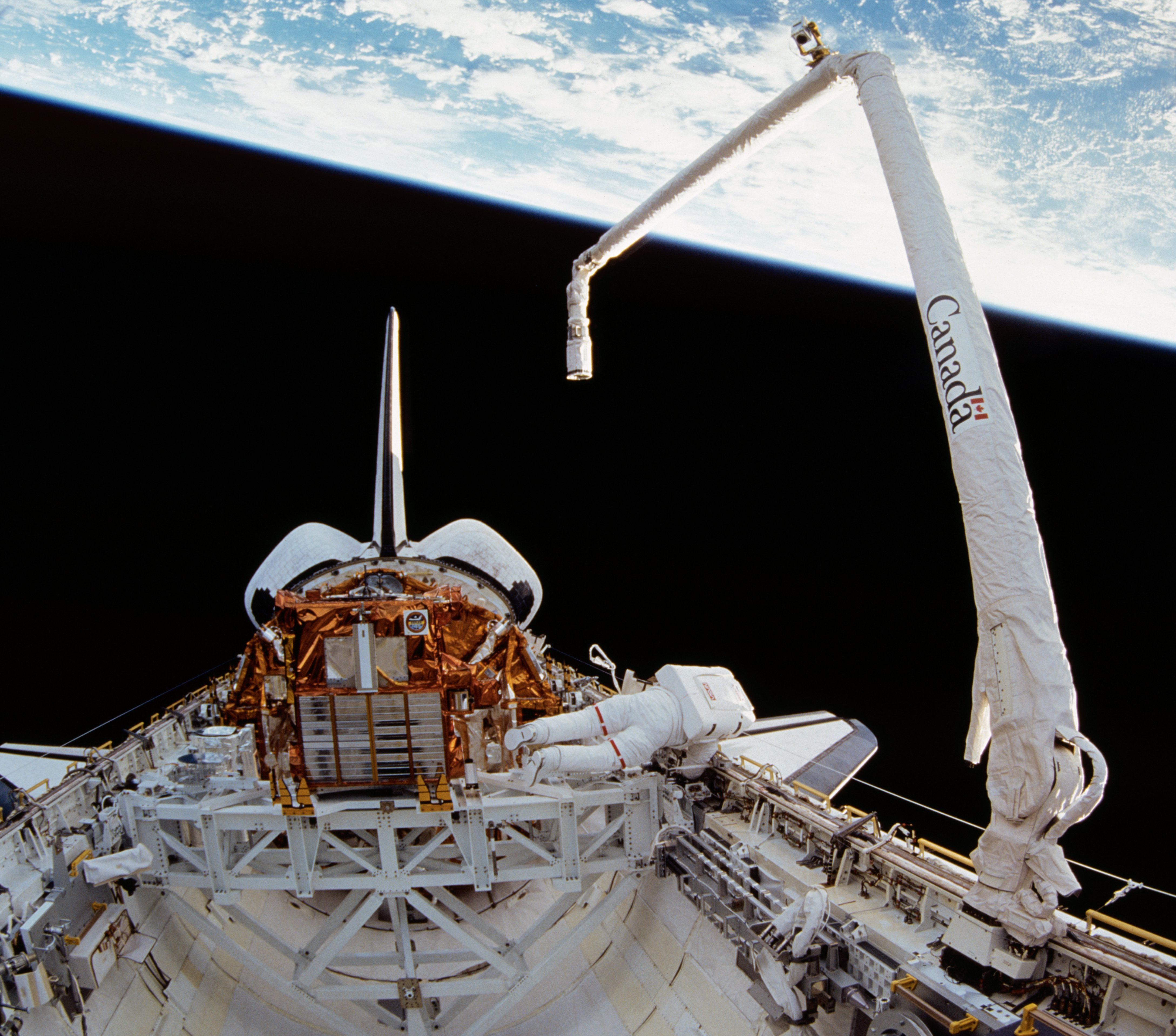
La marque « Canada » du PCIM sur le bras spatial canadien.

Le Programme de coordination de l'image de marque (PCIM ; en anglais : Federal Identity Program ou FIP) est un programme du gouvernement canadien servant à assurer l'identité graphique et l'image de marque du gouvernement fédéral du Canada. Il vise à ce que chaque programme ou service du gouvernement canadien ou le gouvernement du Canada lui-même soit clairement identifié. Géré par le Secrétariat du Conseil du trésor (Treasury Board Secretariat), ce programme et la politique de communication du gouvernement aident à construire une image publique (au sens visuel) du gouvernement et de ses services. En général, les logos – ou les identifiants visuels utilisés par les administrations ou services gouvernementaux doivent répondre à la charte graphique définie par le Programme de symbolisation fédérale ou sinon être approuvés par le Secrétariat du Trésor.
Il comprend des directives sur l'utilisation des logos du gouvernement et des armoiries du Canada, les chartes graphiques, les noms des organismes gouvernementaux, le respect de la loi sur les langues officielles, etc.
En 1969, la Loi sur les langues officielles fut instaurée pour s'assurer de l'égalité entre l'anglais et le français dans toutes les juridictions fédérales. La même année, un groupe de travail a conclu que le gouvernement canadien véhiculait une image confuse auprès de la population à cause d'une utilisation de symboles et caractères typographiques différents. En 1970, le programme de symbolisation fut lancé afin de normaliser l'identité gouvernementale.
Ce programme couvre environ 160 institutions et plus de 20 000 bâtiments à travers le Canada et le monde. Il concerne, entre autres, la papèterie, le marquage des véhicules, la signalisation, la publicité, les publications, les communications électroniques, la production audio-visuelle, les récompenses, les identifiants du personnel, les plaques sur les bâtiments, etc.
Il existe de nombreux composants de base du Programme de symbolisation fédérale : les principaux sont le mot-symbole du Canada ou « marque Canada » et deux types de signature avec le symbole national et le titre dans les deux langues.

## Composition

### Symboles

Mot-symbole « Canada ».

Le manuel du Programme de coordination de l'image de marque identifie comme symboles :
- les armoiries qui sont utilisées pour identifier les ministres et leurs cabinet, les institutions dont l’administrateur relève directement du Parlement et les institutions quasi judiciaires ;
- le drapeau qui sert à identifier les ministères, organismes, sociétés, commissions, conseils et autres institutions et activités fédérales (la feuille d'érable du drapeau dans le cadre du PCIM est légèrement différente de celle du drapeau habituel) ;
- le mot-symbole « Canada » qui identifie le gouvernement fédéral dans son ensemble ; la police de caractères utilisée est une version modifiée de Baskerville.

### Signatures

Signature de Santé Canada.

Une signature est un ou deux symboles utilisés avec un titre dans chacune des deux langues officielles. Le titre est écrit avec la police de caractères Helvetica.
Le titre doit être un des titres approuvés par la liste « Titres des organismes fédéraux » du PCIM : il s'agit pour la plupart des ministères et organismes du nom du portefeuille suivi de « Canada ». Par exemple, dans le cadre du PCIM, le titre du ministère de la Santé est « Santé Canada » et celui de l'Agence de développement économique du Canada pour les régions du Québec est « Développement économique Canada pour les régions du Québec ».